# Мосиоуа Лекота
Мосиоуа Джерард Патрик Лекота (англ. Mosiuoa Lekota; род. 13 августа 1948, Крунстад, Южно-Африканский Союз ) — южноафриканский политический и государственный деятель, основатель, президент и лидер Народного конгресса ЮАР с 16 декабря 2008 года. Министр обороны ЮАР (1999—2008). Председатель Африканского национального конгресса (1997—2007). Спикер Национальной ассамблеи ЮАР

## Биография
Представитель народа сото. С 1969 года обучался в Колледже Святого Франциска. Позже изучал общественные науки в Университете Лимпопо, однако был исключён из-за участия в политической деятельности.
Член Южноафриканской организации студентов и совета студенческих представителей в Движении сознания чернокожих с 1972 года. В 1974 году схвачен властями и заключён в тюрьму. Был освобождён в 1982 году. После освобождения в 1983 году избран секретарём по связям с общественностью Объединенного демократического фронта Южной Африки.
В 1985 году вновь был задержан и осуждён по делу о государственной измене. Однако в 1989 году после пересмотра приговора апелляционным судом был освобождён. Процесс провозгласил политику, которая должна быть воплощена в обществе после апартеида, такую как равенство перед законом не взирая на расы и уважение верховенства закона.
С 1994 по 1996 года был назначен первым премьер-министром провинции Фри-Стейт. Позже занимал пост председателя верхней палаты парламента страны — Национального совета провинций ЮАР (1997—1999), прежде чем был назначен министром обороны ЮАР.
В 1999—2008 годах был членом Африканского национального конгресса.
Также был избран национальным председателем Африканского национального конгресса в декабре 1997 года и занимал эту должность до 2007 года.